# Республіка Мадаваска
Республіка Мадаваска — невелика держава, утворена франкофонами 10 серпня 1827 року. Зникла 9 серпня 1842 року.
Займала території північно-західну частину сучасного графства Мадаваска канадської провінції Нью-Брансвік.

## Джерело
- Madawaska

| США | Це незавершена стаття з географії США. Ви можете допомогти проєкту, виправивши або дописавши її. |

| Канада | Це незавершена стаття з географії Канади. Ви можете допомогти проєкту, виправивши або дописавши її. |